# Pterophyllum leopoldi
Pterophyllum leopoldi är en fiskart som först beskrevs av Gosse, 1963.  Pterophyllum leopoldi ingår i släktet Pterophyllum och familjen Cichlidae. Inga underarter finns listade i Catalogue of Life.